# Mezoteryka
Mezoteryka – album studyjny polskiego rapera Jacka „Meza” Mejera. Wydawnictwo ukazało się 6 września 2011 roku nakładem wytwórni muzycznej My Music. Gościnnie w nagraniach wzięli udział m.in. Owal/Emcedwa, Asia Kwaśnik oraz Ascetoholix.
Nagrania dotarły do 50. miejsca listy OLiS.

## Lista utworów
Opracowano na podstawie materiału źródłowego.
1. „Mezoteryka” – 2:24
2. „Życie jest piękne” – 4:57
3. „Cel-pal” – 4:45
4. „Zaufanie” – 3:43
5. „Syreni śpiew” (gościnnie: SaGo) – 3:53
6. „Kryzys” (gościnnie: Ewa Jach) – 3:34
7. „Cash” – 4:27
8. „Obieżyświat” – 4:27
9. „Dreamliner (9 rejs)” - 4:12
10. „Modlitwa” (gościnnie: Asia Kwaśnik) – 3:20
11. „Inspiracja” (gościnnie: SaGo) – 4:07
12. „Kochaj albo giń” (gościnnie: Asia Kwaśnik) – 4:10
13. „Czego chcesz?!” – 3:28
14. „Vita Activa (życie aktywne)” (gościnnie: Vito WS) - 4:52
15. „Droga do zatracenia” - 4:32
16. „Big-Bang (wielki wybuch)” (gościnnie: Owal/Emcedwa, Orzech, Ascetoholix, Vito WS, Tabb) - 7:53
17. „Bezkrólewie” – 4:28